# Erbij
Erbij je kemijski element atomskog (rednog) broja 68 i atomske mase 167.259(3). U periodnom sustavu elemenata predstavlja ga simbol Er.
Erbij je 1843. godine otkrio Carl Gustaf Mosander (Švedska). Ime je dobio po švedskom selu Ytterby gdje je nalazište gadolinita iz kojeg je prvi put izdvojen. To je srebrno sivi, mekani i kovki metal koji je stabilan u suhom zraku. Topljiv je u kiselinama.